# 양지성

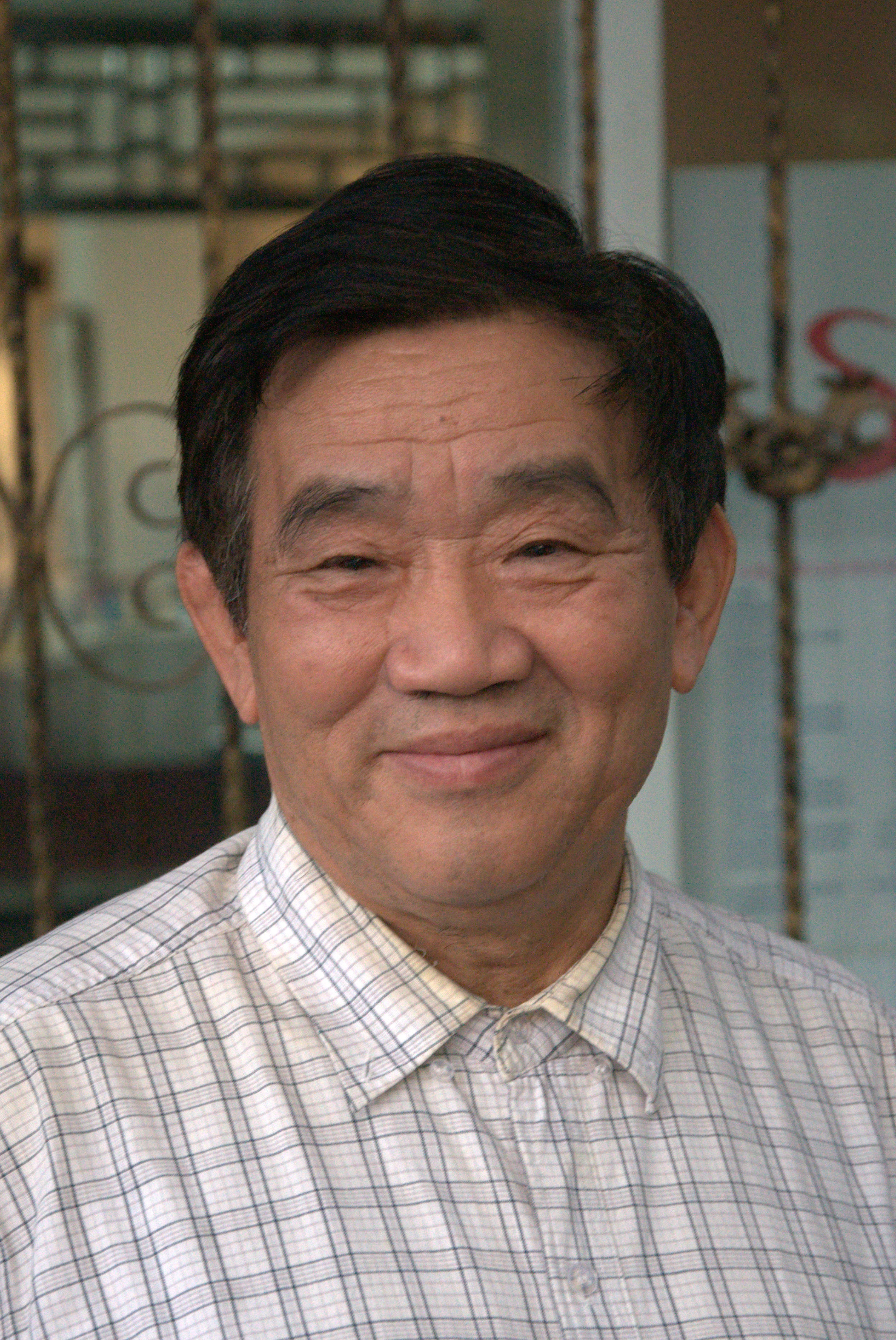
양지성 (2010년 촬영)

양지성(중국어 간체자: 杨继绳, 정체자: 楊繼繩, 병음: Yáng Jìshéng, 1940년 11월 ~ )은 중국의 언론인이자 작가이다. 후베이성 황강시 출신으로 1964년에 중국 공산당에 입당해 1966년에 칭화 대학을 졸업했다. 2001년에 은퇴할 때까지 신화통신사에서 근무했다. 그의 작품은 중국의 대기근을 다룬 《묘비》(墓碑), 문화대혁명을 다룬 《천지번복》(天地翻覆)로 알려져 있다.